# Szanowie

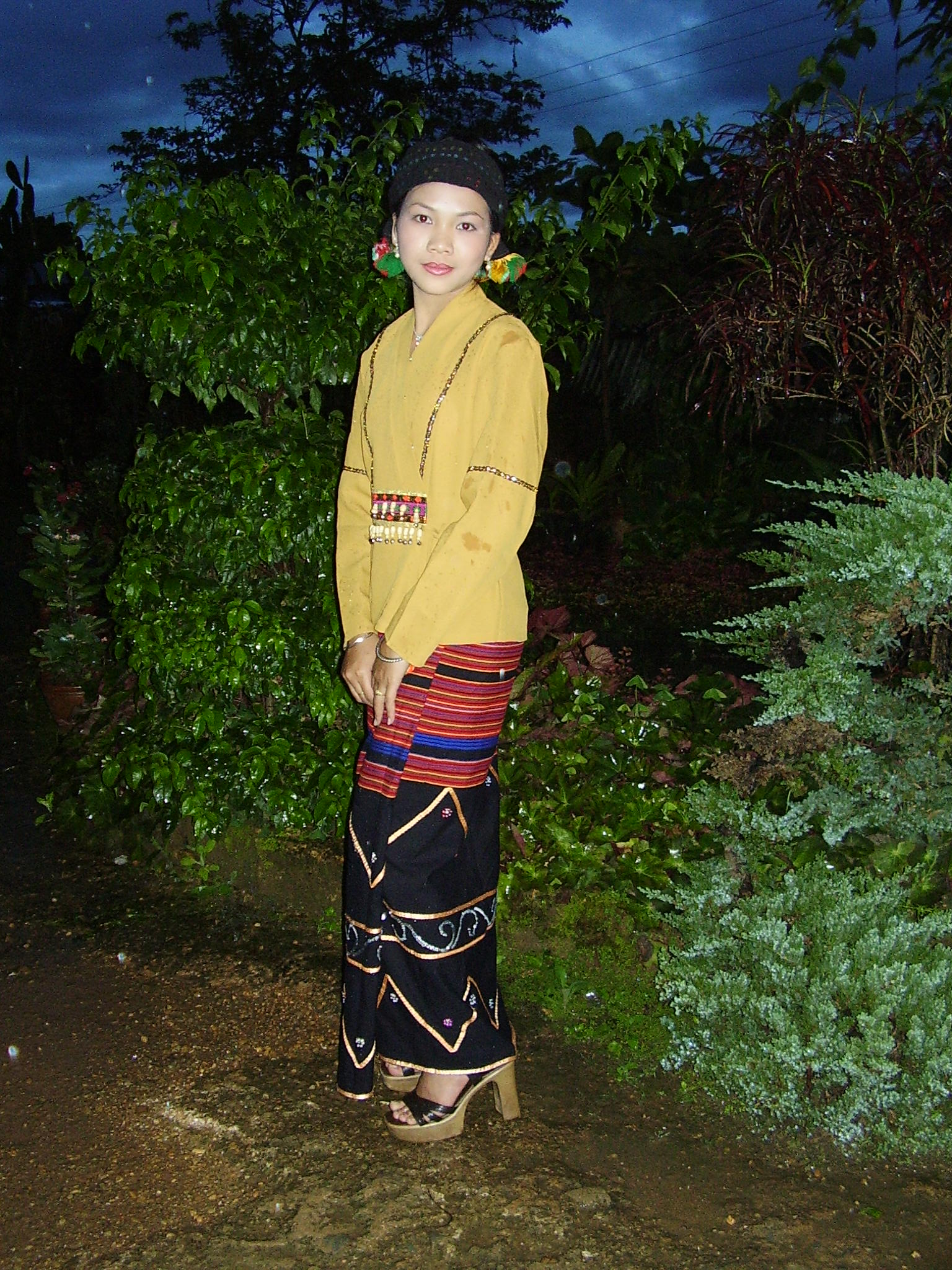
Kobieta z ludu Szanów

Szanowie (szan Tai, ang. Shan) – grupa etniczna posługująca się językiem szan z rodziny języków dajskich, blisko spokrewnionym z językiem tajskim. Zamieszkują głównie stan Szan w Mjanmie oraz przyległe tereny innych stanów birmańskich i przygraniczne obszary Tajlandii i Chin. 

## Religia
Większość Szanów praktykuje buddyzm therawada.